# Rue des Vinaigriers
Die Rue des Vinaigriers (deutsch Essigmacher) ist eine Straße im Quartier Porte Saint-Martin des 10. Arrondissements in Paris.

## Lage
Die Rue des Vinaigriers beginnt bei der Nr. 100 Rue du Faubourg Saint-Martin und endet nach 385 Metern in Höhe der Nr. 21 Rue Jean Poulmarch und der Nr. 89 Quai de Valmy. Sie ist 10 Meter breit und kreuzt in ihrem Verlauf von Westen nach Osten den Boulevard de Magenta, die Passage Dubail, die Rue Lucien Sampaix und die Rue Jean Poulmarch. Die Straße wird 1728 zum ersten Mal auf dem Plan des Abtes Jean Delagrive unter ihrem heutigen Namen erwähnt.

## Namensursprung
Die Straße ist nach einem kleinen Ort (französisch Lieu-dit) namens Essigmacherfeld benannt, wo sie als Grenze diente.

## Geschichte
Die Straße ist auf dem Plan de Gomboust (Jacques Gomboust, 1616–1663) von 1652 unter dem Namen «Rue Carême-Prenant» und auf dem Plan de Delagrive von 1728 als «Ruelle des Vinaigres» aufgeführt. Nach Jaillot wird der Verkehrsweg «Ruelle de l'Héritier» genannt, denn der Eigentümer hätte das Grundstück als Erbe bekommen.
1780 bekommt die Straße den heutigen Namen, obwohl sie nur ein Weg oder eine Gasse ist.
1813 war es noch eine enge und verwinkelte Gasse. Damals begann man dort mit der Errichtung von Gebäuden gemäß den ministeriellen Richtlinien, die nach einer königlichen Anordnung vom 31. März 1847 erlassen wurden.
Als im Ersten Weltkrieg am 30. August 1914 zum ersten Mal ein deutsches Flugzeug Paris überflog, fiel eine Bombe von 2 Kilo auf die Rue des Vinaigriers; es gab jedoch keine Opfer.
1946 bekam der Straßenabschnitt zwischen den Hausnummern 73–87 am Quai de Valmy den Namen «Rue Jean–Poulmarch».

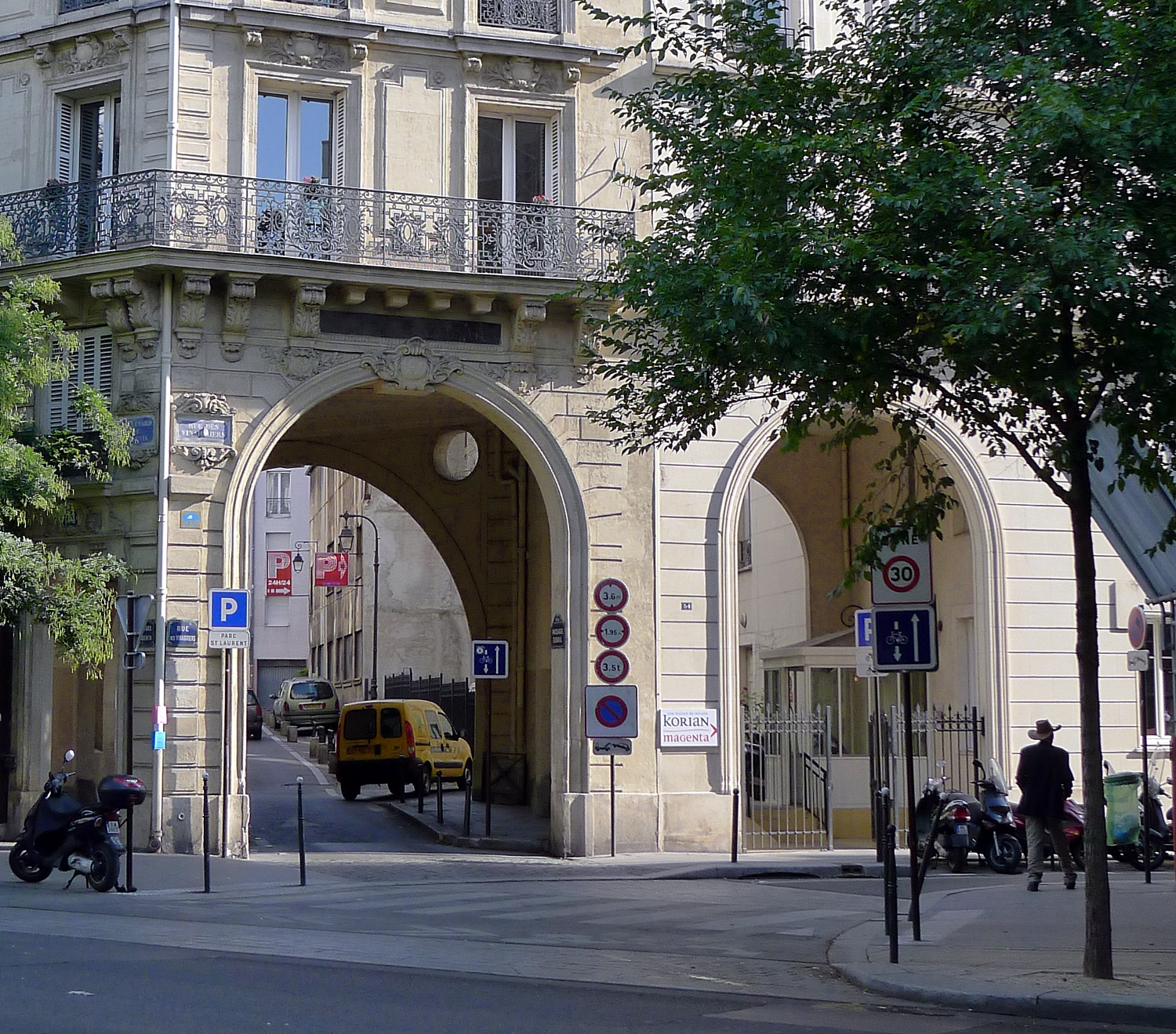
Eingang zur Passage Dubail von der Rue des Vinaigriers
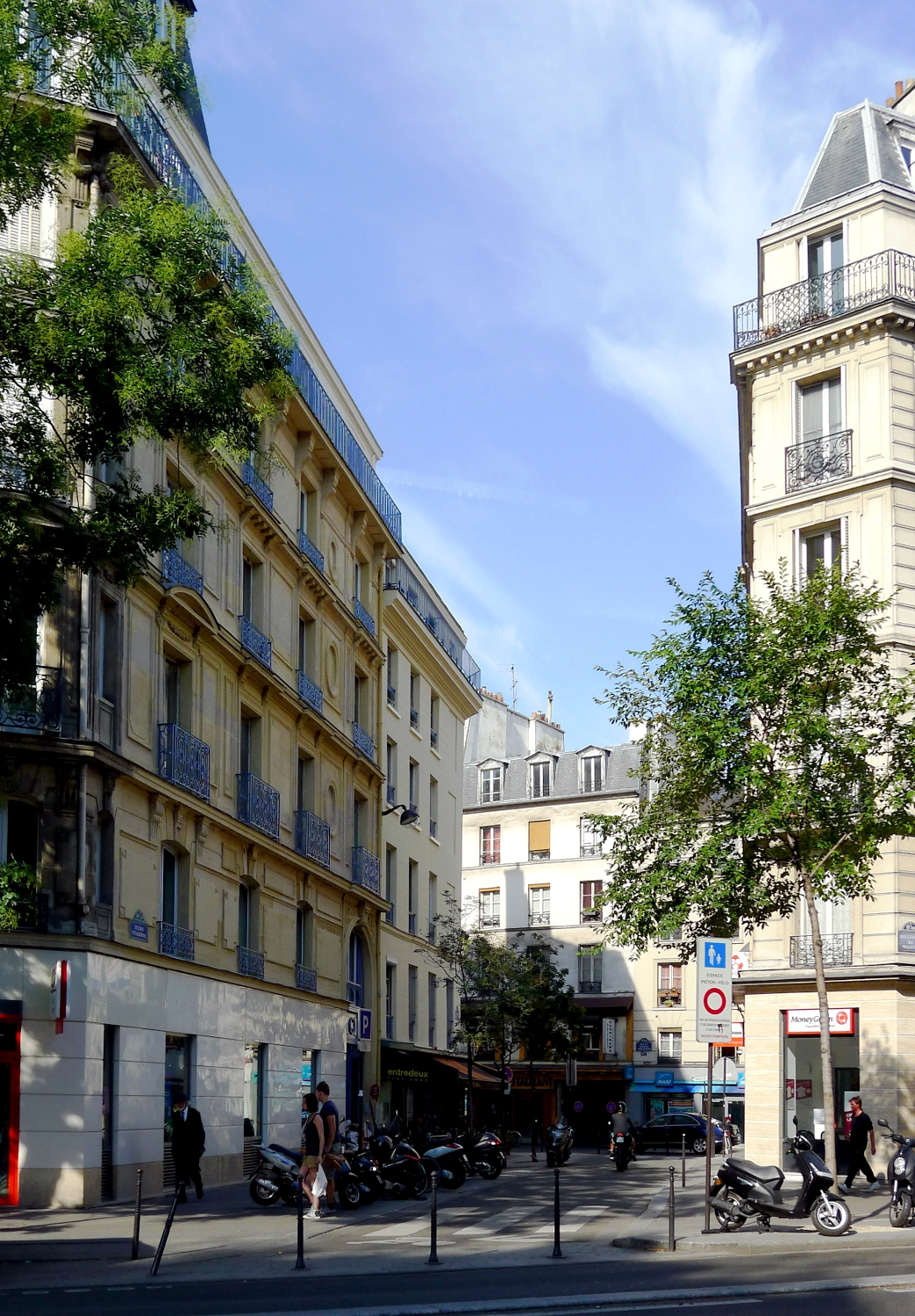
Westseite der Straße, gegenüber dem Boulevard de Magenta
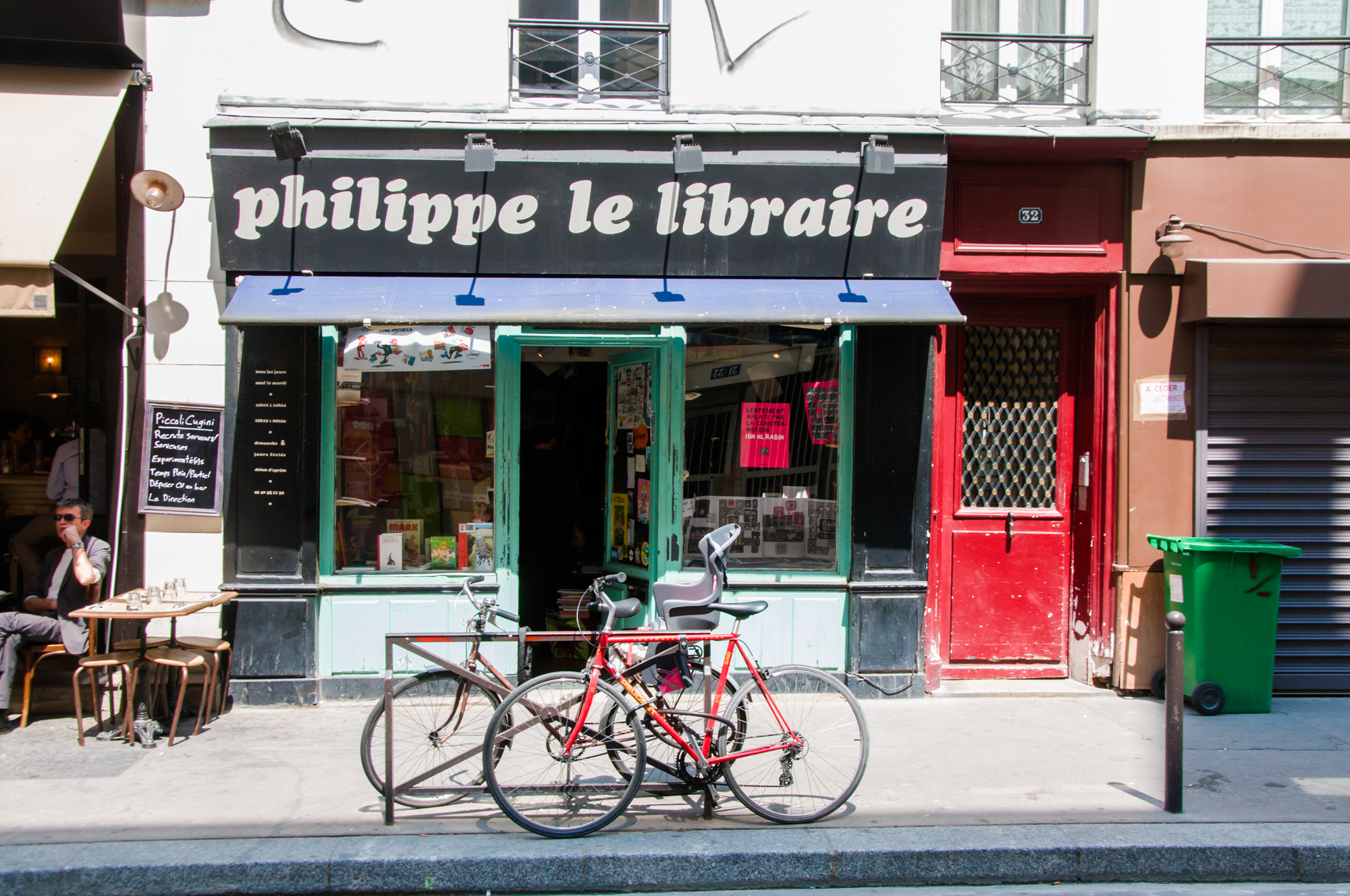
Buchhandlung Philippe

## Aktivitäten
In der Rue des Vinaigriers befinden sich zahlreiche Cafés, Restaurants, Geschäfte und Künstlerateliers.